# كمال مرجان
كمال مرجان (ولد في 9 ماي 1948 بمدينة حمام سوسة) هو ديبلوماسي ورجل سياسة تونسي تولى منصب وزير الشؤون الخارجية من جانفي 2010 إلى غاية 27 يناير 2011 بعد استقالته من الحكومة المؤقتة.

## سيرته
درس الحقوق و حصل على دبلوم المعهد العالي للدراسات الدولية بجنيف، كما أنه حاصل على دبلوم جامعة وسكنسون الأمريكية و دبلوم أكاديمية الحقوق الدولية بلاهاي.
في عام 1977 دخل الهيئة الأممية العليا للاجئين، حيث تحمل عدة مسؤوليات عليا، سواء في مقرها بجنيف أو ميدانيا بجيبوتي ومصر،بعد غزو الكويت في أغسطس 1990، عيّنه النرويجي ثورفالد ستولتنبرغ على الفور ممثّلا للأمم المتحدة لشؤون اللاجئين في جنوب غرب آسيا وشمال أفريقيا والشرق الأوسط، في يوليو عام 1994، و في خضم الأزمة في منطقة البحيرات الكبرى مع الإبادة الجماعية في رواندا،تم نقله إلى أفريقيا.
في عام 1996 سمي سفيرا لبلاده وممثلا دائما لدى مكتب الأمم المتحدة والمنظمات المختصة بجنيف و شغل بالتوازي منصب رئيس هيئة تسوية المنازعات التابعة لمنظمة التجارة العالمية OMC ثمّ عيّن في عام 1998 رئيسا للجنة الشؤون الإدارية و المالية لنفس هذه المنظمة. سمي بعد ذلك ممثلا خاصا للأمين العام للأمم المتحدة في جمهورية الكونغو الديمقراطية. ثم أصبح عام 2001 المسؤول الثاني في الهيئة العليا للاجئين.
في 17 أغسطس 2005 سمي وزيرا للدفاع في بلاده واستمر في المنصب إلى 14 يناير 2010. تاريخ تعيينه على رأس وزارة الشؤون الخارجية خلفا لعبد الوهاب عبد الله. عين في 26 يناير 2010 عضوا في الديوان السياسي للتجمع الدستوري الديمقراطي الحاكم  الذي أصبح ينتمي للجنته المركزية منذ مؤتمر التحدي الذي انعقد عام 2008.
في 1 أبريل 2011، أسس كمال مرجان حزب المبادرة.

## أوسمة
وقع توسيمه يوم 7 نوفمبر 2009 بالصنف الأكبر لوسام السابع من نوفمبر.

## الحياة الشخصية
كمال مرجان متزوج وله طفلان.